# Karmageddon Media
Karmageddon Media (tot 2004 Hammerheart Records) is een onafhankelijk Nederlands platenlabel, dat vooral bekend is geworden door zijn platen op het gebied van extreme metal (death metal, black metal, doom metal en folk metal). Het label werd als Hammerheart Records opgericht door Peter van Ool en Guido Heijnens en was gevestigd in Valkenburg aan de Geul.
De eerste cd op het label was een plaat met opnames van twee groepen, Tumulus en Mock. Daarna volgde werk van onder meer In the Woods..., Manes, Thyrfing, Primordial, VON, Necrophobic, Cruachan en Ancient Rites. In 2003 kwam Hammerheart in financiële problemen en ontstond in samenwerking met de oprichters van Plastic Head Distribution een nieuw label, Karmageddon Media. Releases op het 'nieuwe label' waren er van bijvoorbeeld Torture Killer, Aeternus, Septic Flesh, Chuck Schuldiner, Dark Funeral, Severe Torture, Glittertind, Dismember en Mercenary.